# 索諾拉 (阿肯色州)
索諾拉（英語：Sonora）是位於美國阿肯色州華盛頓縣的一個非建制地區。該地的面積和人口皆未知。

## 地理
索諾拉的座標為34°09′55″N 94°02′42″W / 34.16528°N 94.04500°W，而該地的平均海拔高度為299米（即981英尺）。